# فلکومون
فلکومون (به فرانسوی: Faulquemont) یک کمون در فرانسه است که در Canton of Faulquemont واقع شده‌است.

## خصوصیات
فلکومون ۱۸٫۷۹ کیلومترمربع مساحت و ۵٬۵۴۹ نفر جمعیت دارد و ۳۳۴ متر بالاتر از سطح دریا واقع شده‌است.